# Denkmäler in Frankfurt (Oder)
Frankfurt (Oder) weist wegen seiner langen Geschichte viele Denkmäler auf. Es gibt neben Bau-, Flächen- und Bodendenkmälern und Denkmalbereichen viele Denkmäler im eigentlichen Sinn. Fast genauso viele sind jedoch auch verloren gegangen.

## Denkmäler im eigentlichen Sinn

### Denkmal für Heinrich von Kleist

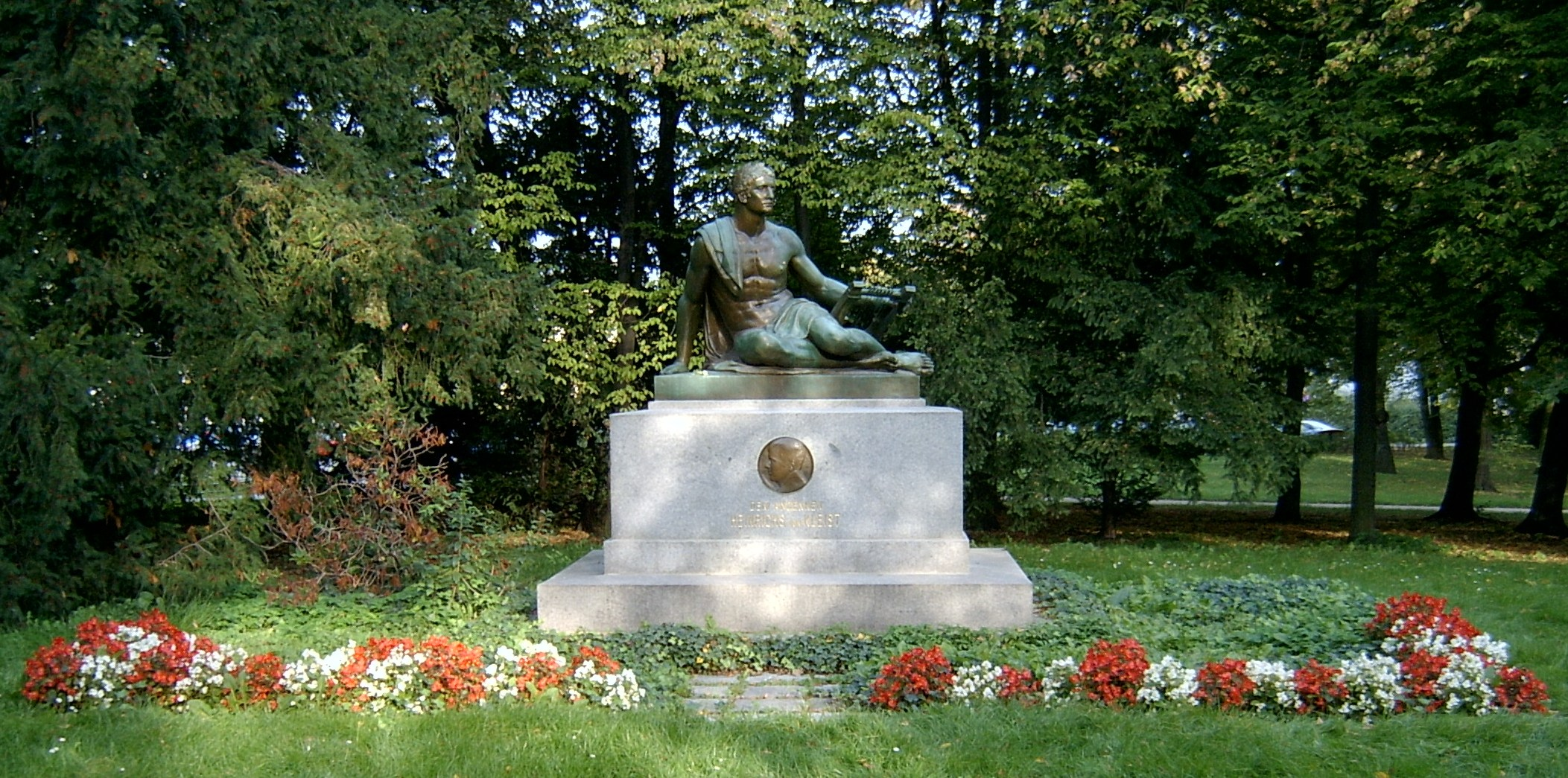
Denkmal für Heinrich von Kleist.

Ein Denkmal an Heinrich von Kleist befindet sich im Park an der St. Gertraudkirche. Das von Gottlieb Elster (1867–1917) geschaffene Bronzewerk wurde am 25. Juni 1910 feierlich eingeweiht. In der Weiherede wurde betont, dass der Bildhauer mit der krönenden Figur kein Porträt Kleists schaffen wollte, sondern „einen idealen Jüngling (…), in der Form elastisch-geschmeidig, kräftig in seinem Gliederbau, von schwerer Abspannung sich lösend, dahingesunken die Leyer zur Seite legend, und doch, lorbeerbekränzt, bereit, sich wieder zu erheben“. Die Bronzefigur wurde von der Berliner Königlichen Hofbildgießerei Martin und Piltzing gegossen. Der Sockel besteht aus hellem schlesischen Granit. Das Werk zeigt einen auf einem Sockel sitzenden Jüngling, der in der linken Hand eine Leier hält. Die rechte Hand stützt sich auf dem Sockel ab und sein Blick ist in die Ferne gerichtet. Der Sockel trägt in der Vorderansicht die Inschrift Dem Andenken Heinrichs von Kleist und darüber ein rundes Medaillon mit einer Abbildung des Kopfes Kleists. Auf der Rückseite befindet sich ein Relief, das die Schlussszene aus dem Drama Der Prinz von Homburg darstellt. Hervorgehoben sind dabei der Große Kurfürst, der brave Oberst Kottwitz und der Prinz. Die Inschrift In Staub mit allen Feinden Brandenburgs bildet die Schlussworte des Werkes. Die Seiten des Sockels werden von Szenen aus dem Zerbrochenen Krug und dem Käthchen von Heilbronn verziert. 1991 wurde das Werk für 2.500 DM restauriert.

### Sowjetisches Ehrenmal mit Ehrenfriedhof auf dem Anger

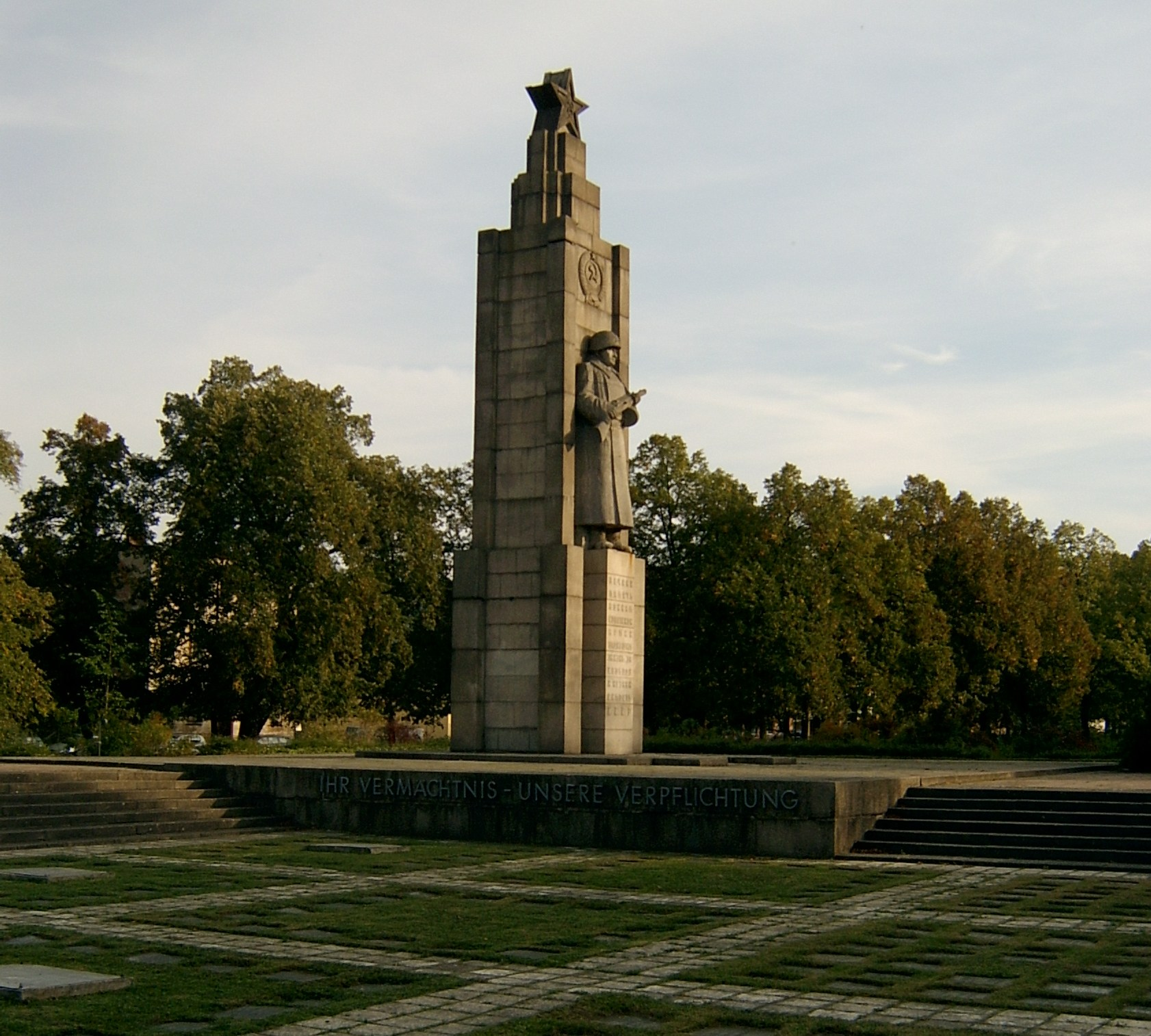
Sowjetisches Ehrenmal mit Ehrenfriedhof auf dem Anger.

Auf dem Anger wurde am 7. November 1947 ein Ehrenmal für die gefallenen sowjetischen Soldaten eingeweiht. Hergestellt hatte es Theoror Peißig und aufgestellt wurde es von Wilhelm und Georg Fürstenberg. Die Pflege des Denkmals wurde zu Beginn des 21. Jahrhunderts vernachlässigt und erst 2007 in einer dreiwöchigen Arbeit instand gesetzt.

Für eine vollständige Sanierung wurden 380.000 Euro veranschlagt deren Aufbringung bisher nicht gesichert ist.
 Die dort zu lesende russische Inschrift bedeutet: Ewiges Andenken den Soldaten der sowjetischen Armee, die ihr Leben für die Freiheit und die Unabhängigkeit der Sowjetunion geopfert haben. Eine weitere Inschrift auf der Rückseite besagt: Unsere Tat ist Recht – wir haben gesiegt. Zum 30. Jahrestags des Kriegsendes 1975 wurde die Anlage nach Entwürfen von Manfred Vogler und Rainer Zeletzki zu einem Ehrenhain umgestaltet und so in den Angerbereich integriert. Es befinden sich etwa 600 Grabplatten auf dem Areal, welche jeweils die Namen von gefallenen sowjetischen Soldaten tragen.

## Abgegangene Denkmäler
Siehe Hauptartikel: Liste abgegangener Denkmäler in Frankfurt (Oder)

### Sedandenkmal

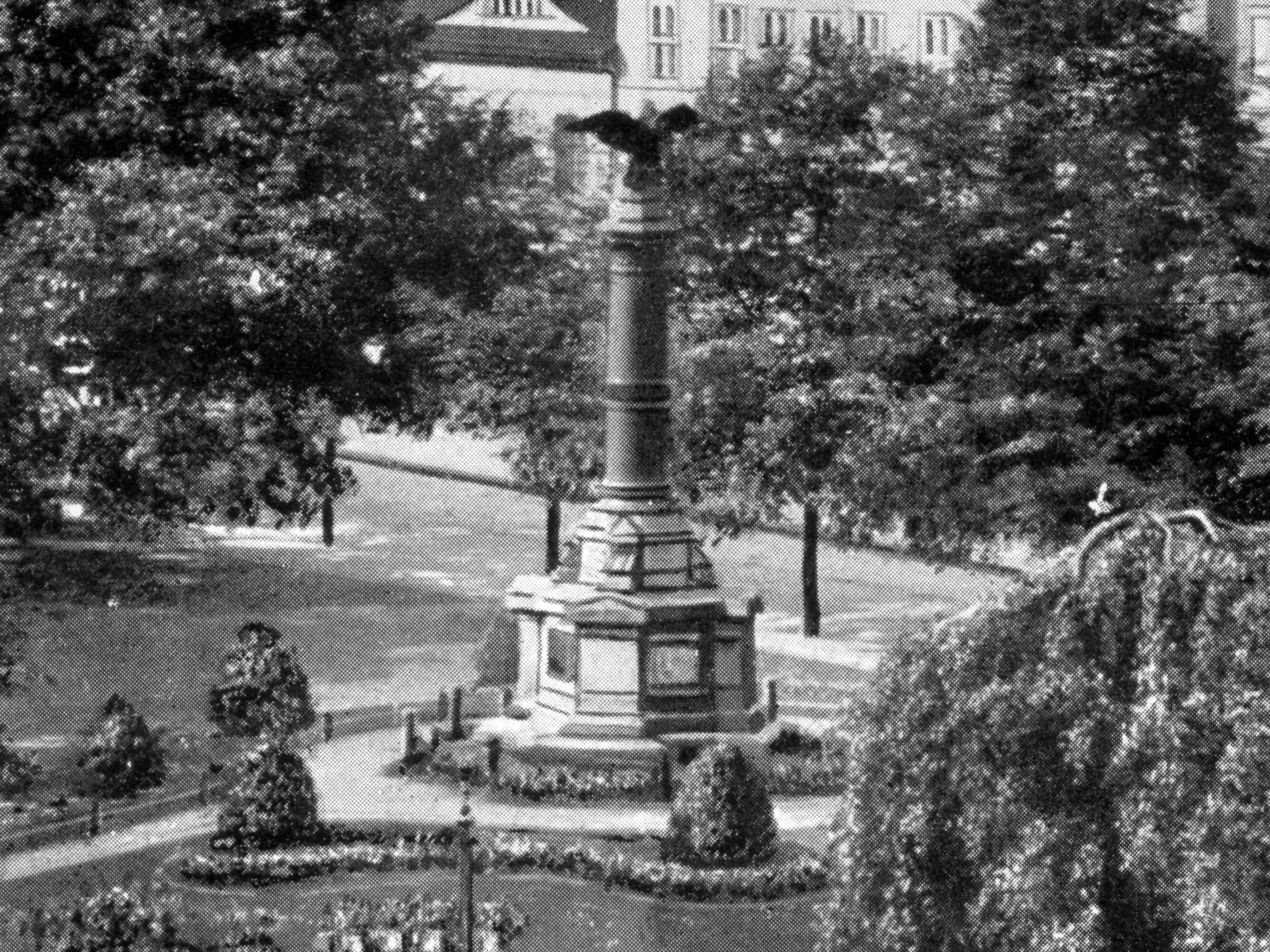
Sedandenkmal.

Für die Gefallenen der Feldzüge von 1864, 1866 und 1870/71 wurde auf dem kleinen Wilhelmsplatz ein Denkmal errichtet. Am 23. April 1878 gründete sich ein Denkmalkomitee, dessen Aufgabe primär die Beschaffung der benötigten Gelder war. Der Geschäftsinhaber des Unternehmens Kessel und Röhl aus Berlin erklärte sich, unter der Bedingung, dass er den Auftrag zur Fertigung des Denkmals bekommt, bereit das Material für das Werk kostenlos zu stellen. Auf Grund unerwartet hoher Spenden entwarf von Niederstetter, königlicher Bauinspektor, ein besser gestaltetes Werk als ursprünglich geplant war.
Die Nordseite des Sandsteinsockels, die zur Stadt zeigte, erhielt die Inschrift Den Söhnen Frankfurts, die für das Vaterland starben; auf den übrigen drei Seiten wurden die Namen der Gefallenen festgehalten. Auf dem Sockel befand sich eine 1,10 Meter durchmessende, aus poliertem rotbraunen schwedischem Granit bestehende Säule. Auf halber Höhe wurde diese von einem Bronzefries mit den Ehrenzeichen der Kriege umlaufen. Auf der Spitze der Säule stand mit ausgebreiteten Schwingen ein Bronzeadler. Obwohl es nicht unter den Befehl von 1946 fiel, wurden in dem Jahr aus dem Denkmal alle Inschriften entfernt.

### Prinz Friedrich Karl

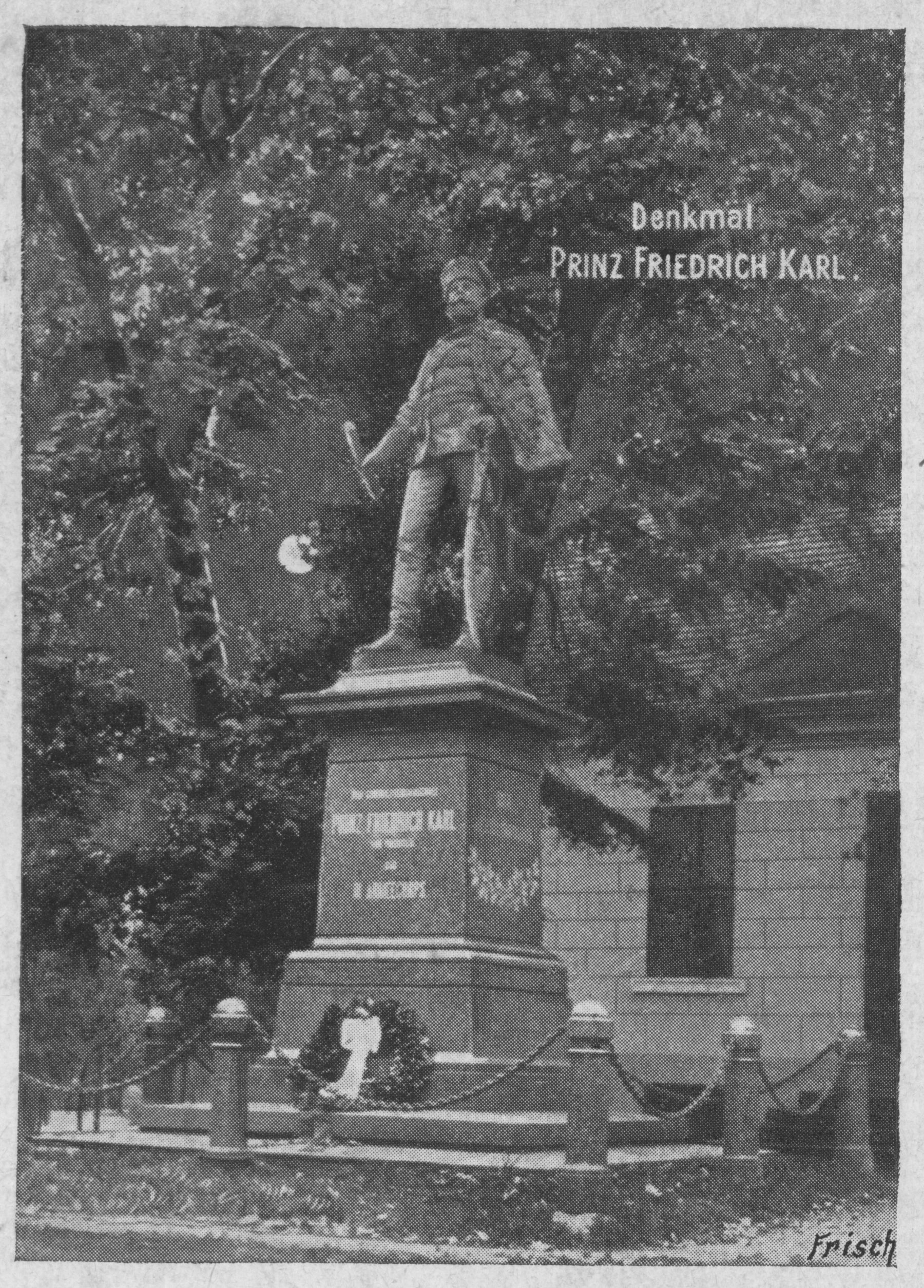
Denkmal für Prinz Friedrich Karl. Postkarte von 1899.

Das Denkmal für Friedrich Karl von Preußen wurde am 16. August 1888 enthüllt. Das Werk befand sich vor dem Pfarrhaus der Gertraudenkirche, Wilhelmsplatz 10. Angeblich hat Kaiser Wilhelm II. persönlich um die Aufstellung in Frankfurt (Oder) gebeten, weil der Prinz hier besonders gern war und sich auch die größte und älteste Garnison des Corpsbereichs befand. 1944 wurde die Bronzestatue vom Sockel genommen, um dem Metallbedarf der Kriegsindustrie des Zweiten Weltkrieges zugeführt zu werden. Der Sockel, aus welchem die Inschriften entfernt worden waren, stand bis in die 1950er Jahre an seinem Platz.
Das Werk des Künstlers Max Unger war 5,50 Meter hoch und von schweren durchhängenden Ketten umgeben. Neun Granitpfeiler hielten die Ketten. Der Prinz war in der Uniform des Husarenregiments von Ziethen dargestellt, wo Friedrich Karl von Preußen seine militärische Laufbahn begonnen hatte.

## Flächendenkmale
Siehe Hauptartikel: Liste der Flächendenkmäler in Frankfurt (Oder)

### Lennépark
siehe Hauptartikel Lennépark Frankfurt (Oder)

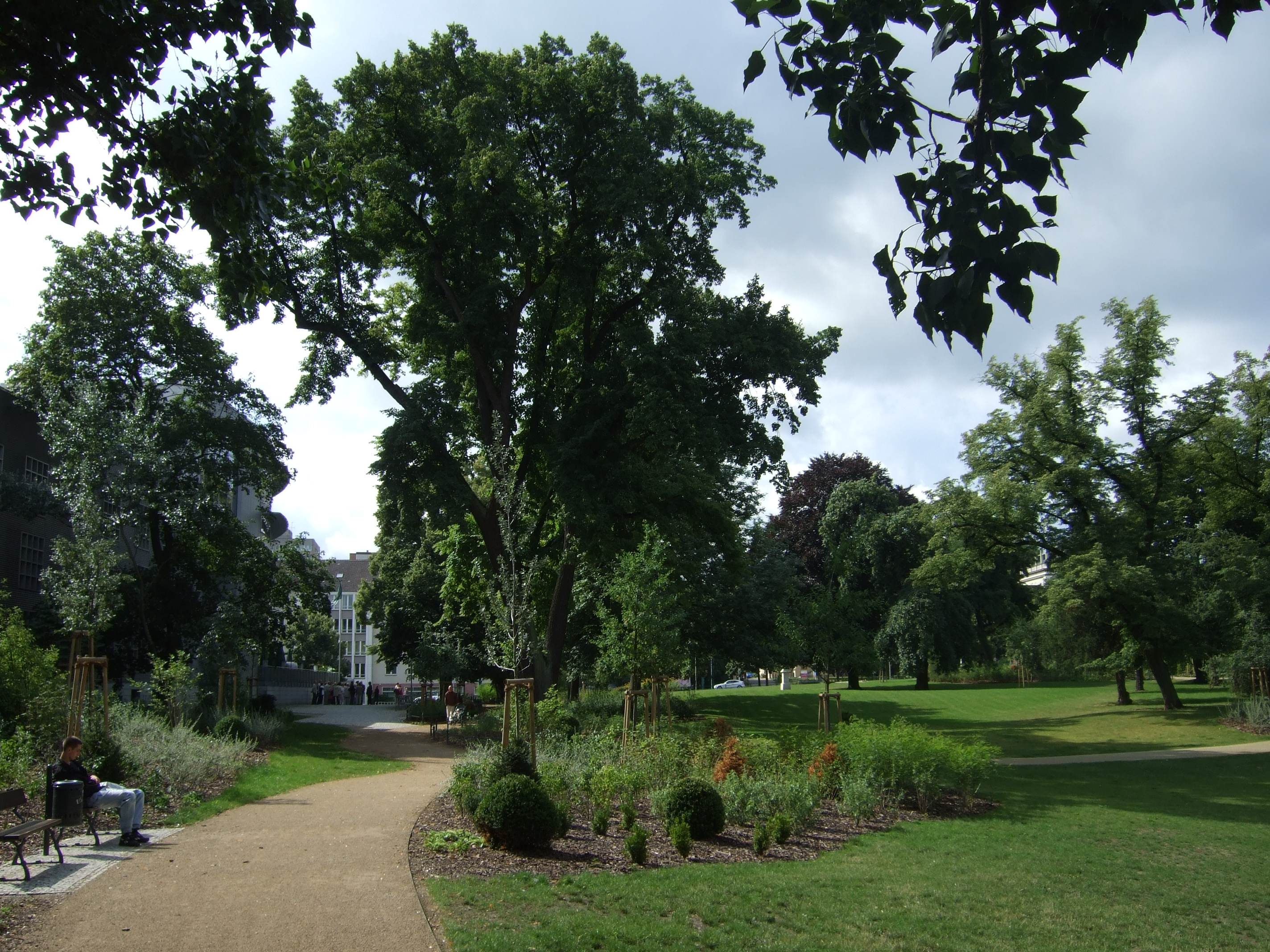
Lennépark.

Der Lennépark ist eine Grünanlage in Frankfurt (Oder), die nach ihrem Landschaftsarchitekten Peter Joseph Lenné benannt wurde. Er ist eine 8,9 ha große, mit etwa 900 m Länge und etwa 95 m Breite langgestreckte Parkanlage mit künstlichem Wasserfall, Fließgewässer, Fontäne, Teichen, Brücken und Kunstwerken. Der im englischen Stil gestaltete Park ist (nach Theresienstein) der zweitälteste Bürgerpark Deutschlands.

## Baudenkmale
Siehe Hauptartikel: Liste der Baudenkmäler in Frankfurt (Oder)

### Uhren- oder Jahreszeitenbrunnen

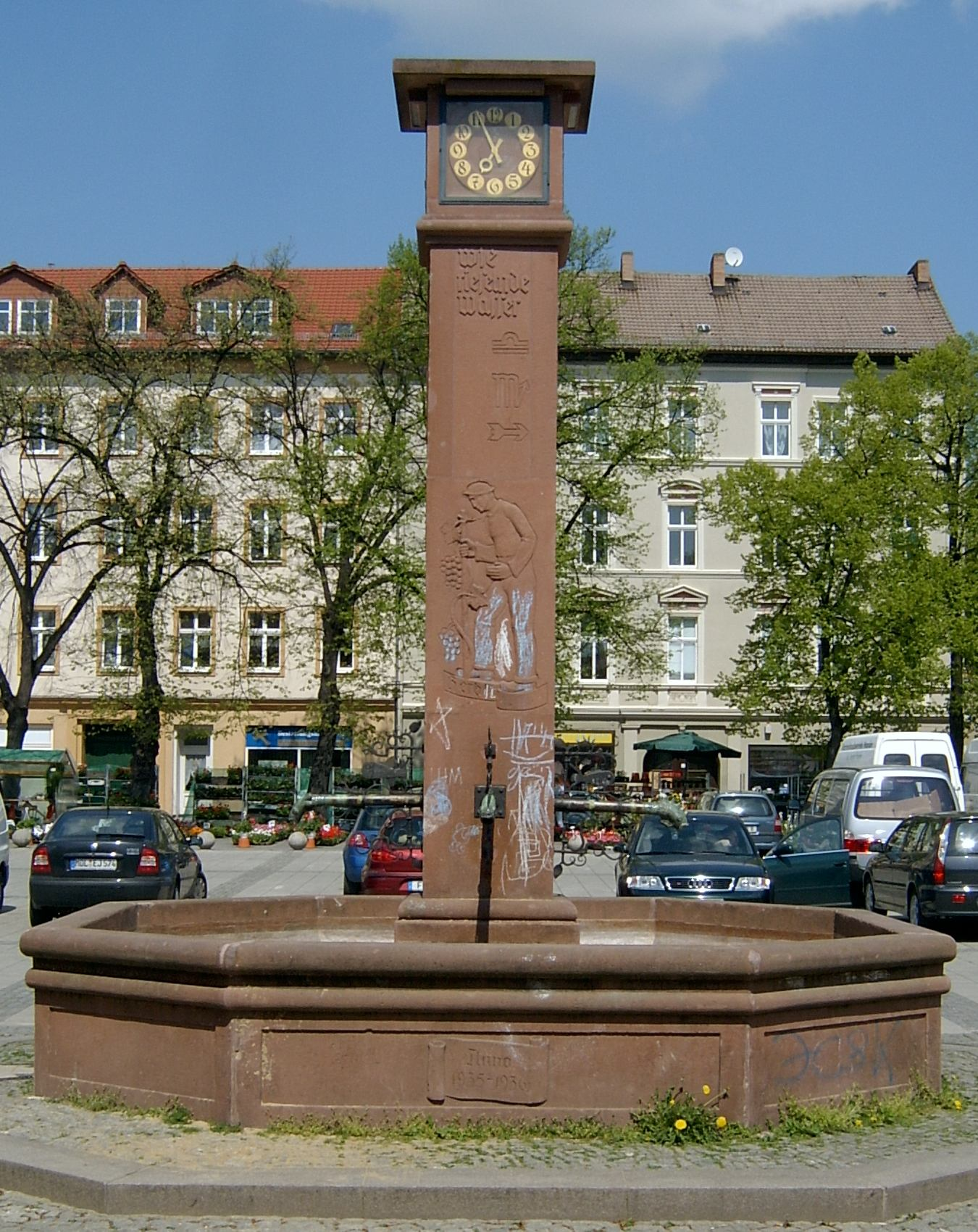
Uhren oder Jahreszeitenbrunnen.

Der Uhren- und Jahreszeitenbrunnen in Frankfurt (Oder) wurde am 6. September 1936 auf dem Leipziger Platz eingeweiht. Erbaut wurde er durch Georg Fürstenberg (* 1884 in Frankfurt (Oder); † 1974 Goslar), der bereits 1935 damit begann. Bauherr war der Bezirksverein Beresinchen, der die Errichtung aus Spenden der Bürger finanzierte. Die Säule mit einer quadratischen Grundfläche zeigt nach Norden einen Sämann, den Frühling symbolisierend, nach Süden einen Schnitter, für den Sommer, nach Westen einen Winzer, für den Herbst und nach Norden einen Holzfäller, für den Winter. Rings um den Brunnen ist zu lesen: „Nutze die Zeit – denn sie entrinnt – wie rieselndes Wasser – ins Meer der Ewigkeit“. 1997 wurde der Brunnen restauriert.

## Bodendenkmäler
siehe Hauptartikel Liste der Bodendenkmäler in Frankfurt (Oder)

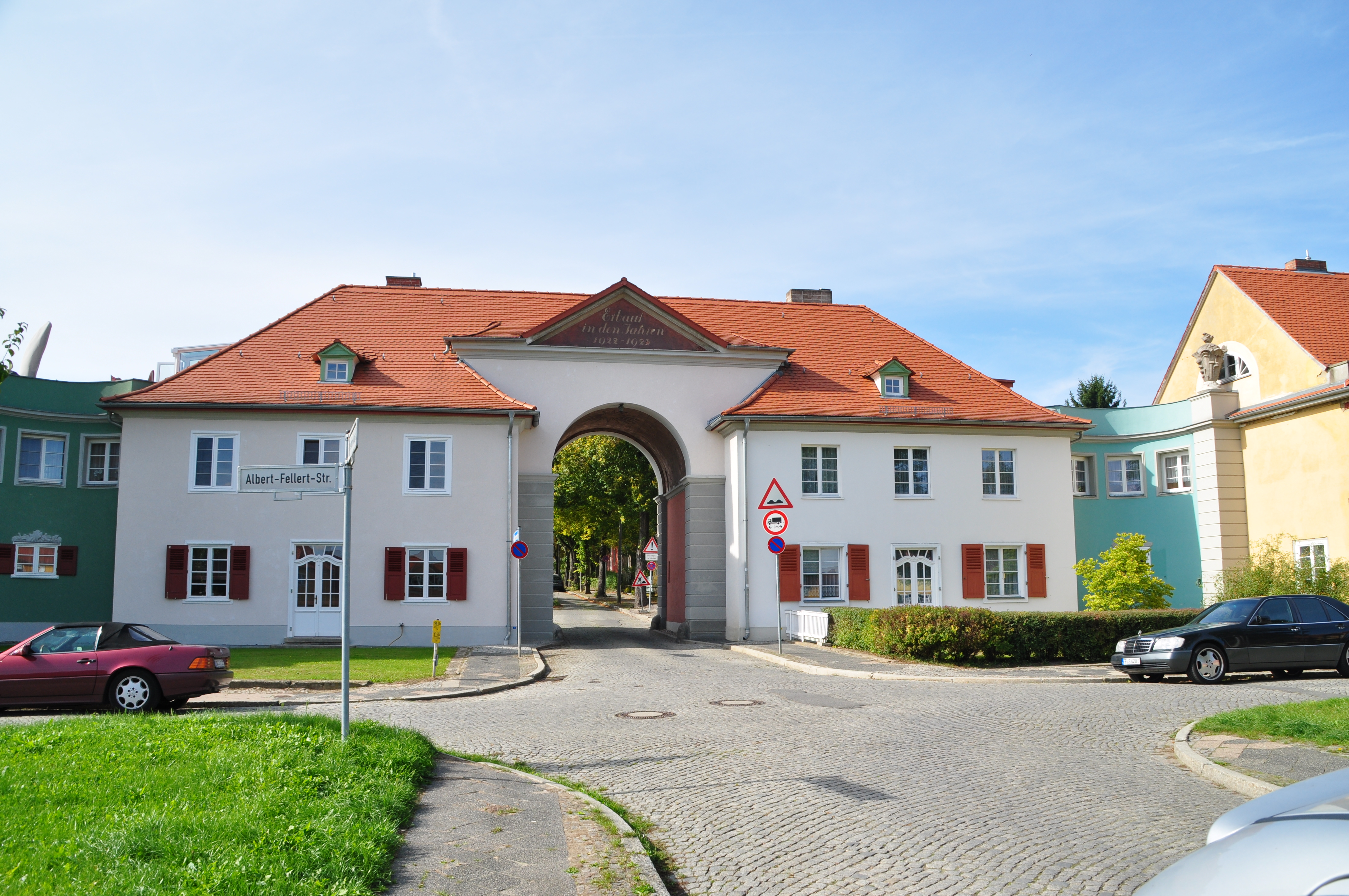
Haus mit Torbogen im Paulinenhof

## Durch Satzung geschützte Denkmalbereiche
- Gubener Vorstadt[13]
- Halbe Stadt[14]
- Lessingstraße in Frankfurt (Oder)[15]
- Paulinenhofsiedlung (historische Gartensiedlung) in Frankfurt (Oder)[16]
- Stadtteil am Grünen Weg[17]

## Verweise